# Square du Velay
Le square du Velay est une voie du 13e arrondissement de Paris, en France.

## Situation et accès
Le square du Velay est une voie située dans le 13e arrondissement de Paris. Il débute au 6, avenue Boutroux et se termine au 23, boulevard Masséna.

## Origine du nom

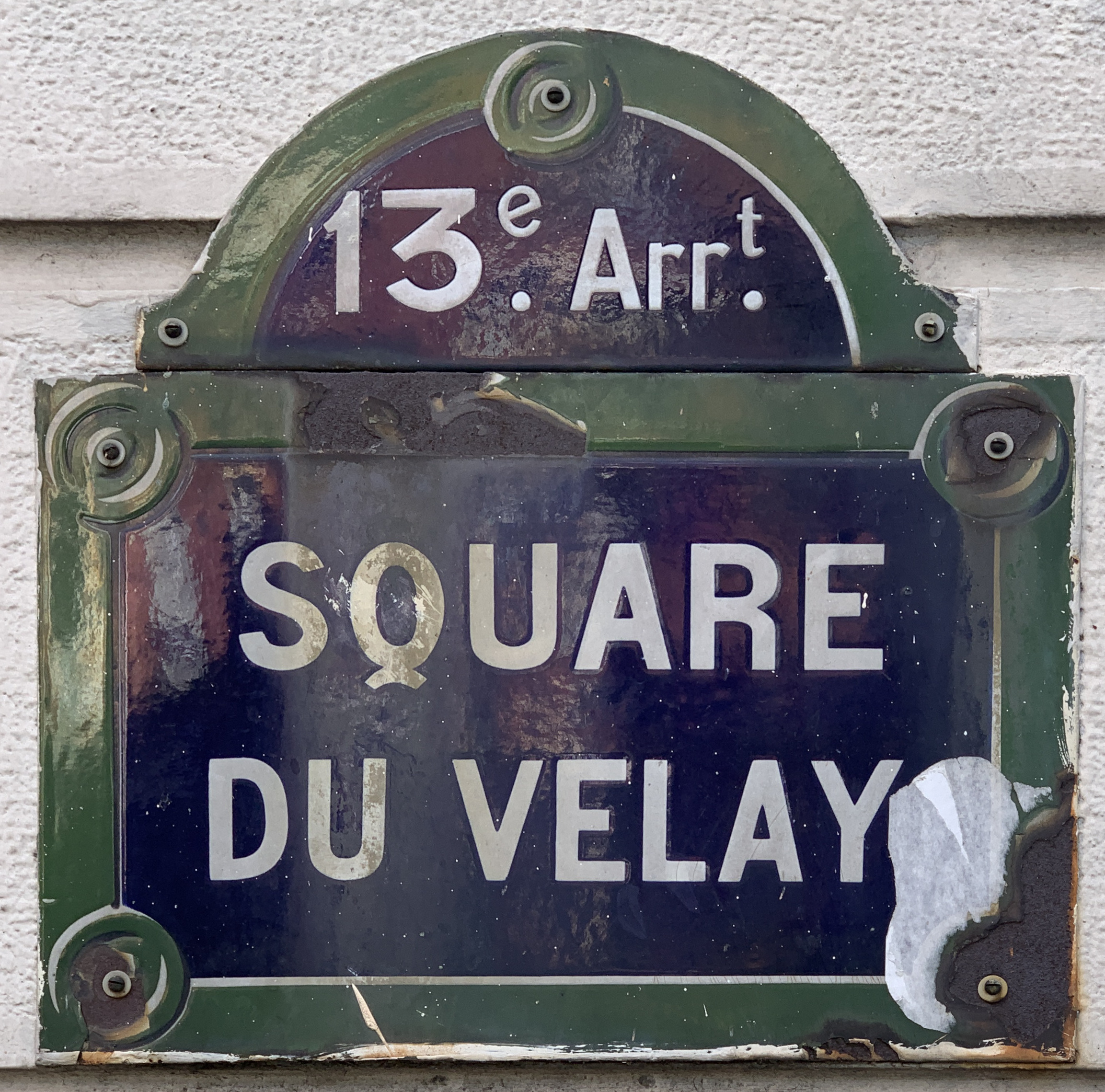
Plaque de la voie.

La voie rend hommage au Velay, ancienne province française qui couvre l'est du département de la Haute-Loire, région historique du centre de la France.

## Historique
La voie est ouverte en 1932 pour desservir des habitations à bon marché (HBM) sur l'emplacement du bastion no 91 de l'enceinte de Thiers.